# 基拉·图桑
基拉·图桑（荷蘭語：Kira Toussaint，1994年5月22日—）生于阿姆斯特尔芬，是一名荷兰女子游泳运动员，主攻仰泳和自由泳。她的母亲Jolanda de Rover曾获得1984年洛杉矶奥运女子200米仰泳金牌。她于2013年进入佛罗里达湾岸大学，两年后转学至田纳西大学。